# 7 mei
7 mei is de 127ste dag van het jaar (128ste dag in een schrikkeljaar) in de gregoriaanse kalender. Hierna volgen nog 238 dagen tot het einde van het jaar.

## Gebeurtenissen
- Algemeen
  - 558 - In Constantinopel stort de koepel van de Aya Sophia in.
  - 1862 - Het centrum van Enschede wordt door brand verwoest.
  - 1992 - Bij onlusten in Malawi komen tientallen mensen om het leven.
  - 2013 - Bij een uitbarsting van de Mayon, een van de actiefste vulkanen op de Filipijnen, komen vier buitenlandse bergbeklimmers en hun Filipijnse gids om het leven.

- Economie
  - 2010 - Chili wordt lid van de OESO.

- Kunst en cultuur
  - 1824 - Ludwig van Beethoven dirigeert, hoewel doof, de eerste uitvoering van zijn Negende Symfonie.
  - 2003 - Abdelkader Benali wint de Libris Literatuur Prijs.
  - 2012 - A.F.Th. van der Heijden wint de Libris Literatuur Prijs.
  - 2018 - De Turks-Nederlandse schrijver Murat Isik wint de Libris Literatuur Prijs voor zijn roman Wees onzichtbaar. De jury noemt het boek een "universele, beklemmende en diep menselijke" roman".[1]

- Media
  - 1995 - De NOS ontvangt honderden telefoontjes van boze kijkers omdat de rechtstreekse tv-uitzending van de nationale herdenkingsdienst in de Portugees-Israëlietische Synagoge in Amsterdam zeven tot tien minuten voor het einde wordt afgebroken.

- Oorlog
  - 1915 - De RMS Lusitania wordt getorpedeerd door een Duitse onderzeeboot.
  - 1918 - Vrede van Boekarest tussen Roemenië en de Centrale mogendheden.

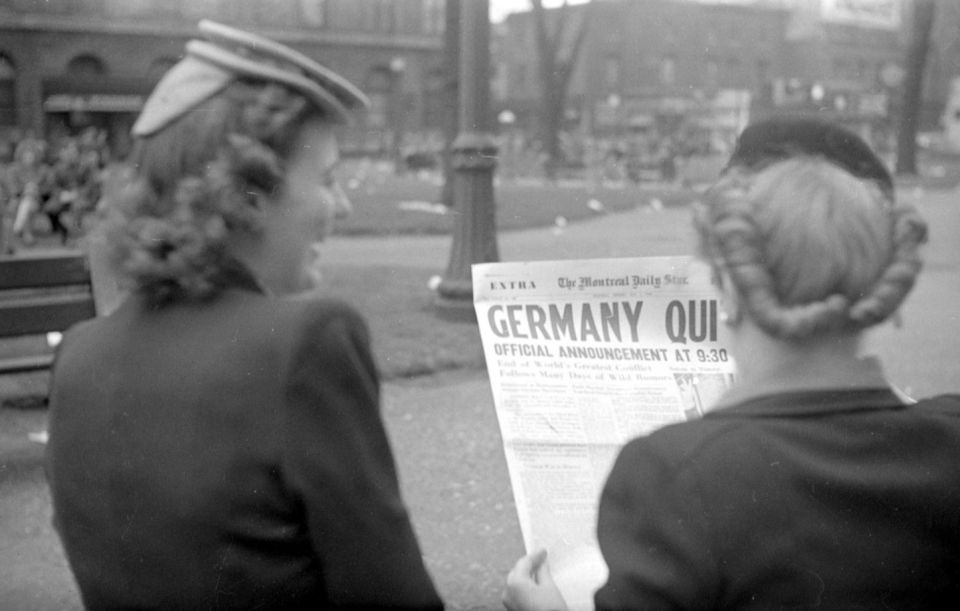
Montreal Daily Star: "Germany Quit", 7 mei 1945

- - 1945 - Karl Dönitz gaat akkoord met onvoorwaardelijke overgave van Duitsland.
  - 1945 - Schietpartij op de Dam in Amsterdam, waarbij meer dan 30 doden en 120 gewonden vallen.
  - 1946 - Anton Mussert wordt op de Waalsdorpervlakte geëxecuteerd.
  - 1954 - Einde van de Slag bij Điện Biên Phủ.
  - 1999 - Amerikaanse bommen treffen de Chinese ambassade in Belgrado.

- Politiek
  - 1735 - De regeerperiode van de Vietnamese keizer Long Duc loopt af.
  - 1832 - Griekenland wordt onafhankelijk van Turkije.
  - 1861 - Tennessee treedt toe tot de Geconfedereerde Staten van Amerika.
  - 1960 - Premier Nikita Chroesjtsjov verklaart dat de Sovjet-Unie U-2 piloot Gary Powers gevangen houdt.
  - 1992 - Bulgarije wordt lid van de Raad van Europa.
  - 1992 - In de Togolese hoofdstad Lomé ligt het openbare leven stil door een algemene staking, waarmee wordt geprotesteerd tegen de moordaanslag op de oppositionele presidentskandidaat Gilchrist Olympio.
  - 1995 - Jacques Chirac wint de presidentsverkiezingen in Frankrijk van Lionel Jospin.
  - 1995 - De eerste vrije algemene verkiezingen in Ethiopië worden geboycot door alle grote oppositiepartijen, waardoor een ruime overwinning van de zittende regeringspartij, het Revolutionair Democratisch Front van het Ethiopische Volk van president Meles Zenawi, onvermijdelijk is.
  - 2014 - Nederland hervat de steun aan Rwanda, laat minister Lilianne Ploumen van Ontwikkelingssamenwerking weten aan de Tweede Kamer. De financiële steun aan het Midden-Afrikaanse land werd medio 2012 opgeschort.
  - 2014 - De Zuid-Afrikaanse regeringspartij ANC wint de parlementsverkiezingen zoals verwacht met absolute meerderheid: 62,2 procent van de kiezers brengt zijn stem uit op de partij van de zittend president Jacob Zuma.
  - 2023 - De ministers van Buitenlandse Zaken van de lidstaten van de Arabische Liga besluiten dat Syrië na twaalf jaar schorsing weer wordt toegelaten tot de Liga.[2]

- Religie
  - 1958 - Verheffing van het Apostolisch vicariaat Nederlands Guyana of Suriname tot Bisdom Paramaribo.
  - 2002 - Koningin Elizabeth II van Groot-Brittannië onthult in Newcastle upon Tyne een standbeeld van de rooms-katholieke aartsbisschop van Westminster kardinaal Basil Hume (1923-1999).

- Sport
  - 1922 - België verslaat het Nederlands voetbalelftal met 2-1.
  - 1950 - Heerenveen wint met 6-5 van Ajax terwijl het een half uur vóór tijd nog met 1-5 achterstaat.
  - 1960 - Michail Tal wordt de jongste wereldkampioen schaken aller tijden.
  - 1993 - Victor Ikpeba van Royal Football Club de Liège wint voor de tweede keer de Ebbenhouten Schoen als beste voetballer van Afrikaanse afkomst in de Belgische Jupiler Pro League.
  - 1995 - Finland verovert in de Zweedse hoofdstad Stockholm voor de eerste keer in de geschiedenis de wereldtitel in het ijshockey door in de finale aartsrivaal en gastland Zweden met 4-1 te verslaan.
  - 1995 - Jan Willem van Ede passeert Leo van Veen, alias Mister Utrecht, als de doelman tegen Roda JC zijn 425ste wedstrijd speelt voor FC Utrecht. Van Veen bleef op 424 steken. Van Ede debuteerde op 8 september 1982, uit tegen PEC Zwolle (1-1).
  - 1995 - De Leidse Rugbyclub DIOK wordt voor de zevende opeenvolgende keer rugbykampioen van Nederland geworden. In de laatste wedstrijd wint de ploeg met 24-0 van het Amsterdamse AAC.
  - 2000 – De hockeysters van Hockeyclub 's-Hertogenbosch winnen de derde landstitel op rij in de Nederlandse hoofdklasse door Amsterdam met 2-0 te verslaan in het tweede duel uit de finale van de play-offs.
  - 2004 - Op het Max Euweplein in Amsterdam wordt een standbeeld van Max Euwe onthuld.
  - 2004 - Vincent Kompany van RSC Anderlecht wint voor de eerste keer de Ebbenhouten Schoen als beste voetballer van Afrikaanse afkomst in de Belgische Jupiler Pro League.
  - 2006 - AFC Ajax wint de finale van de KNVB beker tegen PSV.
  - 2007 - John Higgins wint het World Snooker Championship 2007 in Sheffield voor de tweede maal door Mark Selby in de finale met 18-13 te verslaan.
  - 2009 - Judoka Dennis van der Geest kondigt het einde van zijn topsportloopbaan aan.
  - 2012 - Ronnie O'Sullivan wordt voor de vierde keer wereldkampioen snooker door in de finale Ali Carter met 18-11 te verslaan.
  - 2012 - Voetballer Dieumerci Mbokani van RSC Anderlecht wordt verkozen tot beste speler van Afrikaanse afkomst in de Belgische Jupiler Pro League en wint de Ebbenhouten Schoen.
  - 2023 - De Vuelta Femenina wordt voor de derde keer gewonnen door de Nederlandse wielrenster Annemiek van Vleuten. Demi Vollering komt 9 seconden tekort om haar landgenote te achterhalen, terwijl de Italiaanse Gaia Realini derde wordt.[3]
  - 2023 - FC Groningen degradeert voor het eerst sinds 1998, naar de Keukenkampioen Divisie.[4]
- Wetenschap en technologie
  - 1895 - Aleksandr Popov demonstreert radiotelegrafie voor leden van de Russische Sociëteit Natuurkunde en Chemie.
  - 1946 - Tokyo Telecommunications Engineering, het huidige Sony, wordt opgericht.
  - 1952 - Eerste concept van een chip voor gebruik in computers, van Geoffrey Dummer.
  - 1992 - Het jongste ruimteveer, de Endeavour, begint aan haar eerste vlucht. Het doel van missie STS-49 met deze spaceshuttle is het repareren van de communicatiesatelliet Intelsat 603 die door technische problemen niet de beoogde omloopbaan heeft bereikt.[5]
  - 1998 - Apple toont de eerste iMac.
  - 2024 - Copernicus, het aardobservatieprogramma van de Europese Unie, meldt dat april 2024 wereldwijd de warmste aprilmaand is die tot nu toe is gemeten. De temperatuur ligt 0,14 °C hoger ligt dan de voorgaande warmste april, die van het jaar 2016. Het is de 11e maand op rij die recordwarm is verlopen.[6]

## Geboren

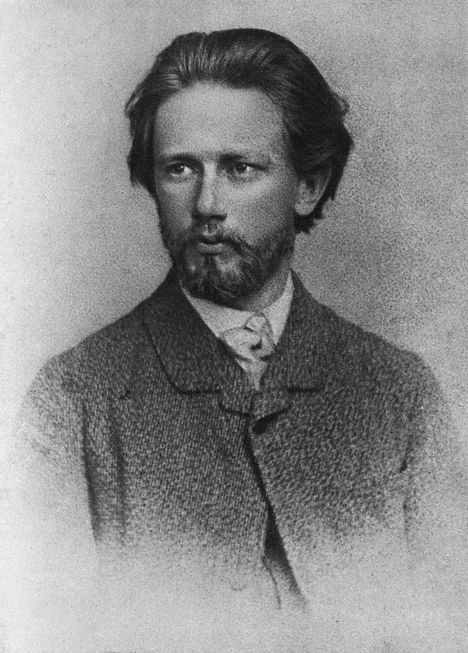
Pjotr Iljitsj Tsjaikovski
geboren in 1840

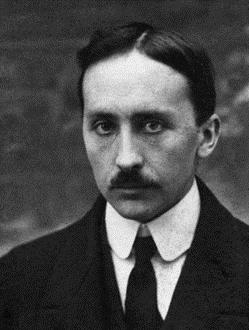
Willem Elsschot
geboren in 1882

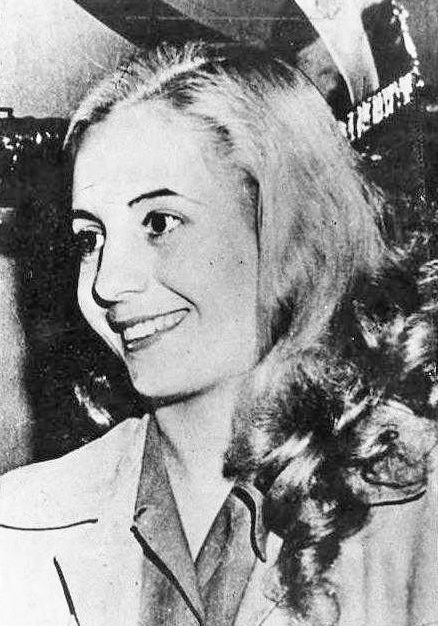
Eva Perón
geboren in 1919

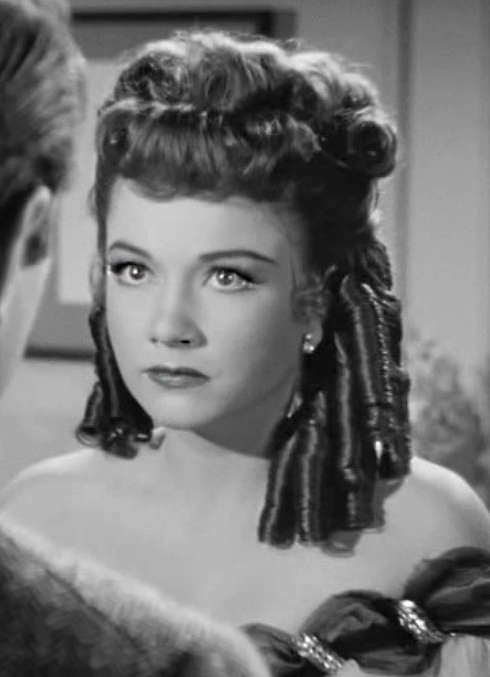
Anne Baxter
geboren in 1923

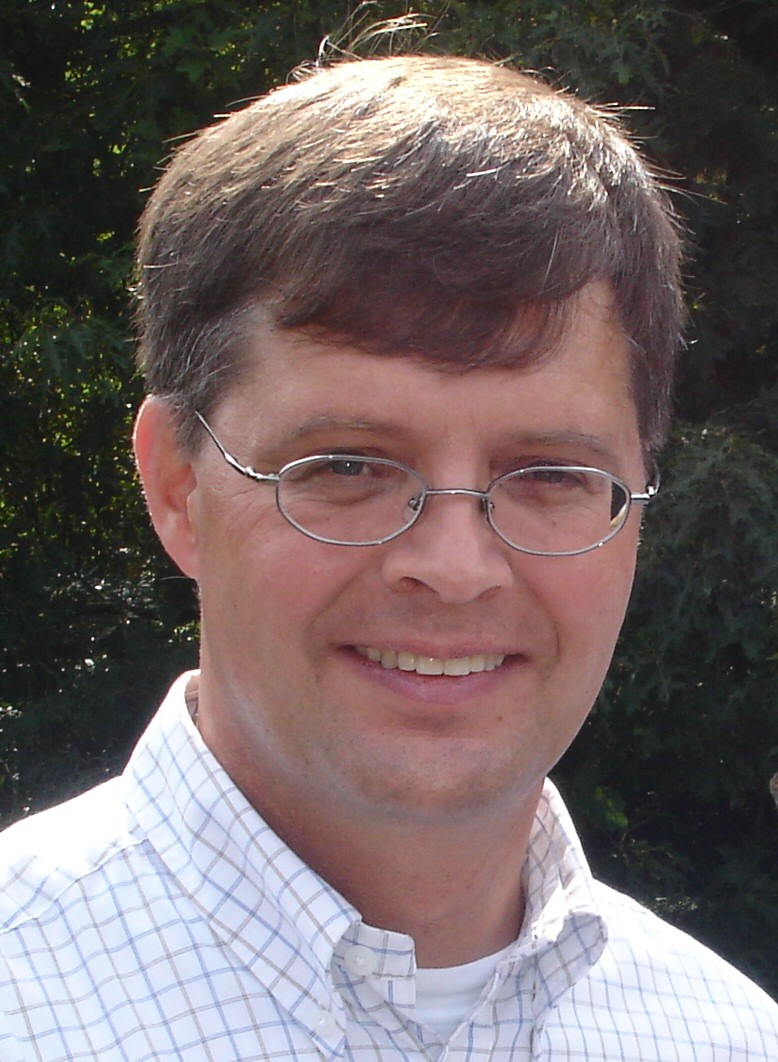
Jan Peter Balkenende
geboren in 1956

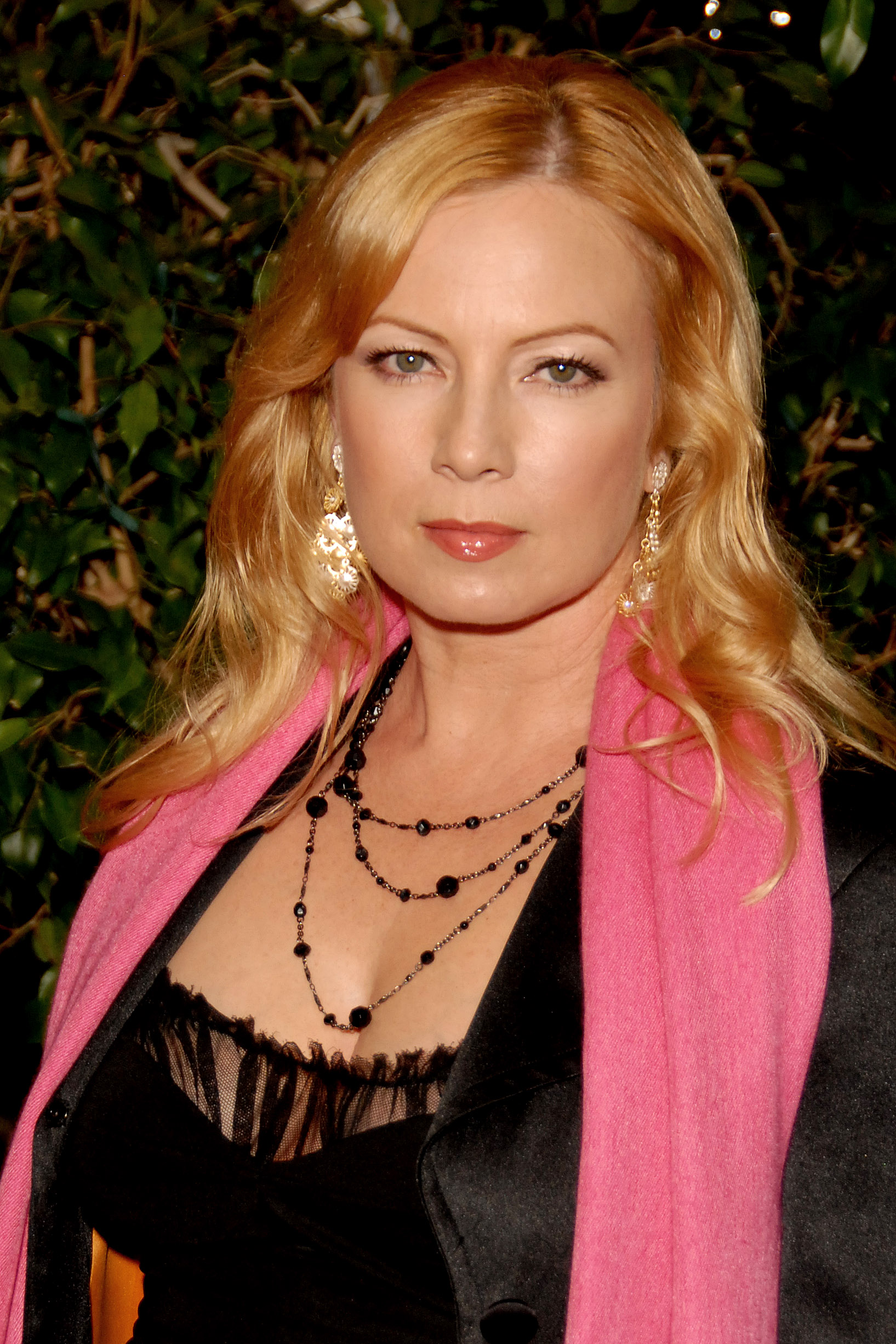
Traci Lords
geboren in 1968

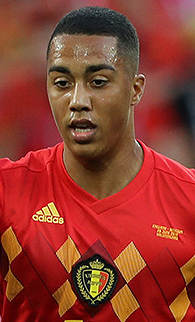
Youri Tielemans
geboren in 1997

- 1426 - Giovanni Pontano, Italiaans humanist en dichter (overleden 1503)
- 1754 - Joseph Joubert, Frans schrijver (overleden 1824)
- 1796 - Charles Hippolyte Vilain XIIII, Belgisch politicus (overleden 1873)
- 1811 - Thomas Helmore, Brits componist en koorleider (overleden 1890)
- 1812 - Robert Browning, Engels schrijver (overleden 1889)
- 1833 - Johannes Brahms, Duits componist en pianist (overleden 1897)
- 1840 - Pjotr Iljitsj Tsjaikovski, Russisch componist (overleden 1893)
- 1861 - Rabindranath Tagore, Bengaals dichter, wijsgeer, schrijver en mysticus (overleden 1941)
- 1872 - Peder Østlund, Noors schaatser (overleden 1939)
- 1882 - Willem Elsschot, Belgisch schrijver (overleden 1960)
- 1886 - Maurice Vertongen, Belgisch voetballer (overleden 1964)
- 1890 - Huug de Groot, Nederlands voetballer (overleden 1957)
- 1892 - Josip Broz Tito, Joegoslavisch politiek leider (overleden 1980)
- 1893 - Henk van Buuren, Nederlands acteur (overleden 1976)
- 1894 - Francis Brennan, Amerikaans curiekardinaal (overleden 1968)
- 1901 - Gary Cooper, Amerikaans acteur (overleden 1961)
- 1901 - Marcel Poot, Belgisch componist (overleden 1988)
- 1905 - Maurice Van Cauwelaert, Belgisch architect (overleden in of na 1980)
- 1906 - Jan Stender, Nederlands zwemcoach (overleden 1989)
- 1909 - Edwin Land, Amerikaans uitvinder van de polaroidcamera (overleden 1991)
- 1913 - Alfred Van Roy, Belgisch ondernemer (overleden 2009)
- 1913 - Teodoro Valencia, Filipijns journalist en columnist (overleden 1987)
- 1914 - Andreas Kupfer, Duits voetballer (overleden 2001)
- 1914 - Bud Rose, Amerikaans autocoureur (overleden 1991)
- 1915 - Harry William Osborn Kinnard, Amerikaans officier (overleden 2009)
- 1918 - Henryk Alszer, Pools voetballer (overleden 1959)
- 1919 - La Esterella, Belgisch zangeres (overleden 2011)
- 1919 - Jan Kloos, Nederlands verzetsstrijder (overleden 1945)
- 1919 - Eva Perón, Argentijns politica (overleden 1952)
- 1919 - Boris Sloetski, Russisch schrijver en dichter (overleden 1986)
- 1920 - Rudi Bloemgarten, Nederlands verzetsstrijder (overleden 1943)
- 1921 - Gaston Rebuffat, Frans bergbeklimmer (overleden 1985)
- 1922 - Darren McGavin, Amerikaans acteur (overleden 2006)
- 1922 - Wu Liangyong, Chinees stedenbouwkundige
- 1923 - Anne Baxter, Amerikaans actrice (overleden 1985)
- 1924 - Marjorie Boulton, Brits schrijfster/dichteres (overleden 2017)
- 1926 - Jaroslav Kurzweil, Tsjechisch wiskundige (overleden 2022)
- 1926 - Jeen Nauta, Nederlands schaatser (overleden 1986)
- 1926 - Klaas Runia, Nederlands theoloog, predikant en journalist (overleden 2006)
- 1927 - Luc de Heusch, Belgisch etnoloog en cineast (overleden 2012)
- 1927 - Godfried Lannoo, Belgisch uitgever (overleden 2012)
- 1931 - Jerry Chesnut, Amerikaans songwriter (overleden 2018)
- 1931 - Teresa Brewer, Amerikaans zangeres (overleden 2007)
- 1931 - Nell Ginjaar-Maas, Nederlands politicus en onderwijsdeskundige (overleden 2012)
- 1931 - Ingvar Wixell, Zweeds operazanger (overleden 2011)
- 1931 - Gene Wolfe, Amerikaans sf-auteur (overleden 2019)
- 1932 - Hans Boskamp, Nederlands acteur en voetballer (overleden 2011)
- 1932 - Derek Taylor, Brits journalist, schrijver, publicist en muziekproducent (overleden 1997)
- 1936 - Willy Lohmann, Nederlands striptekenaar (overleden 2013)
- 1937 - Pierre Heijboer, Nederlands journalist (overleden 2014)
- 1939 - José Antonio Abreu, Venezolaans econoom, politicus en klassiek musicus (overleden 2018)
- 1939 - Sidney Altman, Canadees moleculair bioloog en Nobelprijswinnaar (overleden 2022)
- 1939 - Ruggero Deodato, Italiaans filmregisseur, acteur en scriptschrijver (overleden 2022)
- 1939 - Ruud Lubbers, Nederlands politicus; premier 1982-1994 (overleden 2018)
- 1939 - Norrie Martin, Schots voetbaldoelman (overleden 2013)
- 1939 - Aad Wagenaar, Nederlands journalist (overleden 2021)
- 1940 - Gène Gerards, Nederlands voetbaltrainer (overleden 2018)
- 1940 - Marcelino da Mata, Portugees luitenant-kolonel (overleden 2021)
- 1942 - Francisco Javier Errázuriz Talavera, Chileens politicus (overleden 2024)
- 1943 - Teun van Dijk, Nederlands tekstwetenschapper
- 1943 - Ricky West, Brits zanger en gitarist
- 1944 - Richard O'Sullivan, Brits acteur (o.a. Man About the House en Dick Turpin)
- 1945 - Wim Mateman, Nederlands politicus (overleden 2019)
- 1945 - Robert Lemm, Nederlands vertaler uit het Spaans en een reactionair katholiek auteur[7]
- 1945 - Christy Moore, Iers zanger, gitarist en songwriter
- 1945 - Alfred Richeux, Frans wielrenner
- 1946 - Hans van Eijck, Nederlands componist
- 1948 - Susan Atkins, Amerikaans crimineel (overleden 2009)
- 1948 - Edgar Cairo, Surinaams schrijver (overleden 2000)
- 1948 - Pete Wingfield, Brits toetsenist, muziekproducent en journalist
- 1950 - Vladko Panajotov, Bulgaars wetenschapper en politicus
- 1950 - Tim Russert, Amerikaans journalist, publicist en advocaat (overleden 2008)
- 1951 - Carlos Alomar, Puerto Ricaans gitarist
- 1951 - Bernie Marsden, Brits gitarist (overleden 2023)
- 1952 - Stanley Dickens, Zweeds autocoureur
- 1953 - Etienne Van der Helst, Belgisch wielrenner
- 1954 - Marc de Bel, Belgisch schrijver
- 1954 - Henri Lessire, Belgisch atleet
- 1955 - Frieda Brepoels, Belgisch politica
- 1955 - Ole Christensen, Deens politicus
- 1955 - Peter Reckell, Amerikaans acteur
- 1956 - Jan Peter Balkenende, Nederlands politicus
- 1956 - Anne Dudley, Brits componist en muzikant
- 1956 - Ray Fernandez, Amerikaans professioneel worstelaar (overleden 2004)
- 1956 - Teun van de Steeg, Nederlands componist en filosoof
- 1960 - Adam Bernstein, Amerikaans regisseur
- 1960 - Almudena Grandes Hernández, Spaans schrijfster (overleden 2021)
- 1960 - Eric Lobron, Duits schaker
- 1961 - Sue Black, Schots forensisch antropoloog, anatomist en academicus
- 1962 - Paul Kimmage, Iers wielrenner en sportjournalist
- 1962 - Monika Martin, Oostenrijks zangeres
- 1962 - Dominik Moll, Frans filmregisseur en scenarioschrijver
- 1962 - Gordana Perkučin, Servisch tafeltennisspeelster
- 1963 - Mike Libanon, Nederlands acteur
- 1963 - Joseph T. Spaniola, Amerikaans componist, muziekpedagoog en dirigent
- 1964 - Alfredo Aglietti, Italiaans voetballer en voetbalcoach
- 1964 - Patrick Faber, Nederlands hockeyspeler
- 1964 - Giuseppe Iachini, Italiaans voetballer en voetbalcoach
- 1965 - Henrik Andersen, Deens voetballer
- 1965 - Pascal Plovie, Belgisch voetballer
- 1965 - Norman Whiteside, Noord-Iers voetballer
- 1966 - Jes Høgh, Deens voetballer
- 1966 - Fred Leusink, Nederlands voetballer
- 1966 - Rob Reekers, Nederlands voetballer
- 1966 - Andrea Tafi, Italiaans wielrenner
- 1967 - Tom Van Landuyt, Belgisch acteur
- 1967 - Vincent Radermecker, Belgisch autocoureur
- 1968 - Rob Alflen, Nederlands voetballer en voetbalcoach
- 1968 - Eagle-Eye Cherry, Zweeds zanger
- 1968 - Lady G (Janice Fyffe), Jamaicaans zangeres
- 1968 - DJ Jean, Nederlands deejay
- 1968 - Jonathan Lomas, Engels golfer
- 1968 - Traci Lords, Amerikaans porno- en filmactrice en zangeres
- 1968 - Gerwin Valentijn, Nederlands biljarter
- 1970 - Edwin Zoetebier, Nederlands voetballer
- 1971 - Thomas Piketty, Frans econoom
- 1971 - Harald Christian Strand Nilsen, Noors alpineskiër
- 1972 - Peter Dubovský, Slowaaks voetballer (overleden 2000)
- 1973 - Paolo Savoldelli, Italiaans wielrenner
- 1974 - Ben Bostrom, Amerikaans motorcoureur
- 1974 - Lynden David Hall, Engels zanger en tekstschrijver (overleden 2006)
- 1974 - Breckin Meyer, Amerikaans acteur
- 1975 - Andreas Lund, Noors voetballer
- 1975 - Daniël Willemsen, Nederlands motorcoureur
- 1976 - Dave van den Bergh, Nederlands voetballer
- 1976 - Youssef Idilbi, Palestijns-Nederlands acteur (overleden 2008)
- 1976 - Daniel Njenga, Keniaans atleet
- 1976 - Ayelet Shaked, Israëlisch politica
- 1977 - Bam Aquino, Filipijns politicus
- 1977 - Tessa Boomkamp, Nederlands zangeres, drumster en gitariste
- 1977 - Lisa Kelly, Iers zangeres
- 1977 - Łukasz Sosin, Pools voetballer
- 1978 - James Carter, Amerikaans atleet
- 1978 - Peter Wessels, Nederlands tennisser
- 1980 - Richard de Boer, Nederlands burgemeester
- 1980 - Luís Castro, Portugees voetbaltrainer
- 1980 - Johan Kenkhuis, Nederlands zwemmer
- 1981 - Yeoryía Koklóni, Grieks atlete
- 1981 - Stacy Silver, Tsjechisch fotomodel en pornoactrice
- 1982 - Stephan Lokhoff, Nederlands paralympisch sporter
- 1983 - Aristotelis Diamantopoulos, Grieks voetbalscheidsrechter
- 1983 - Aleksandr Legkov, Russisch langlaufer
- 1983 - Jorge Martín Montenegro, Argentijns-Spaans wielrenner (overleden 2023)
- 1985 - Jakob Andkjær, Deens zwemmer
- 1985 - J Balvin (José Álvaro Osorio Balvin), Colombiaans reggaetonartiest en zanger
- 1985 - Simone Facey, Jamaicaans atlete
- 1985 - Michail Ignatjev, Russisch wielrenner
- 1985 - Tonje Nøstvold, Noors handbalster
- 1985 - Tim Peters, Nederlands voetballer
- 1985 - Liam Tancock, Brits zwemmer
- 1986 - Hakan Demirel, Turks basketballer
- 1986 - Matt Helders, Brits drummer en achtergrondzanger
- 1987 - Rovshan Bayramov, Azerbeidzjaans worstelaar
- 1987 - Vreneli van Helbergen, Nederlands actrice
- 1987 - Jérémy Ménez, Frans voetballer
- 1989 - Sebastian Wulff, Nederlands acteur
- 1990 - Tayfun Candan, Nederlands Turks voetballer
- 1990 - Martina Cavallero, Argentijns hockeyster
- 1990 - Jolien Verschueren, Belgisch veldrijdster (overleden 2021)
- 1990 - Yoon Bit-garam, Zuid-Koreaans voetballer
- 1991 - Daniel Juncadella, Spaans autocoureur
- 1991 - Janouk Kelderman, Nederlands presentatrice
- 1991 - Loreanne Kuhurima, Nederlands atlete
- 1992 - Ryan Harrison, Amerikaans tennisser
- 1992 - Alexander Ludwig, Canadees acteur
- 1992 - Traves Smikle, Jamaicaans atleet
- 1993 - Yannick Cortie, Nederlands voetballer
- 1993 - Michelle Couwenberg, Nederlands kunstschaatsster
- 1993 - Stefano Denswil, Nederlands voetballer
- 1993 - Kenneth Dougall, Australisch voetballer
- 1993 - Nicolae Stanciu, Roemeens voetballer
- 1993 - Ajla Tomljanović, Kroatisch-Australisch tennisspeelster
- 1994 - Dino Mikanović, Kroatisch voetballer
- 1995 - Carlos Giménez, Venezolaans wielrenner
- 1995 - Marlies Hindriks, Nederlands voetbalster
- 1995 - Fred Kerley, Amerikaans atleet
- 1996 - Zakaria El Azzouzi, Nederlands-Marokkaans voetballer
- 1996 - Jasmi Joensuu, Fins langlaufster
- 1997 - Ismail Ilgun, Nederlands vlogger
- 1997 - Darja Kasatkina, Russisch tennisster
- 1997 - Youri Tielemans, Belgisch voetballer
- 1999 - Cody Gakpo, Nederlands voetballer
- 2000 - Eden Alene, Israëlisch zangeres
- 2000 - Ibrahim Sadiq, Ghanees voetballer
- 2001 - Coby Carrozza, Amerikaans zwemmer
- 2001 - Hester Jasper, Nederlands volleybalster
- 2005 - Gerald Alders, Nederlands-Namibisch voetballer
- 2005 - Freya Godfrey, Engels voetbalster

## Overleden

Douglas Fairbanks Jr.
overleden in 2000 (foto Allan Warren)

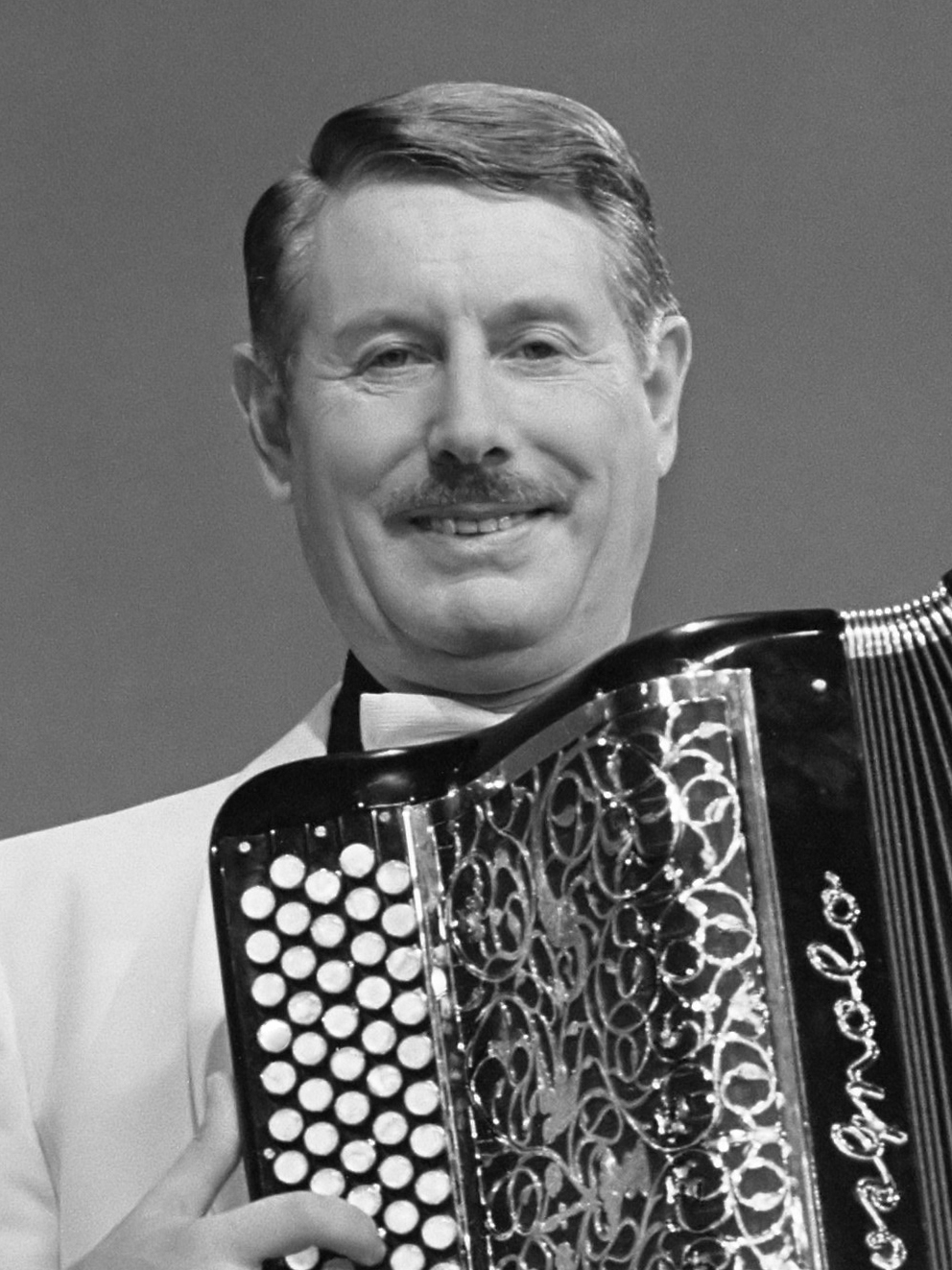
John Woodhouse
overleden in 2001

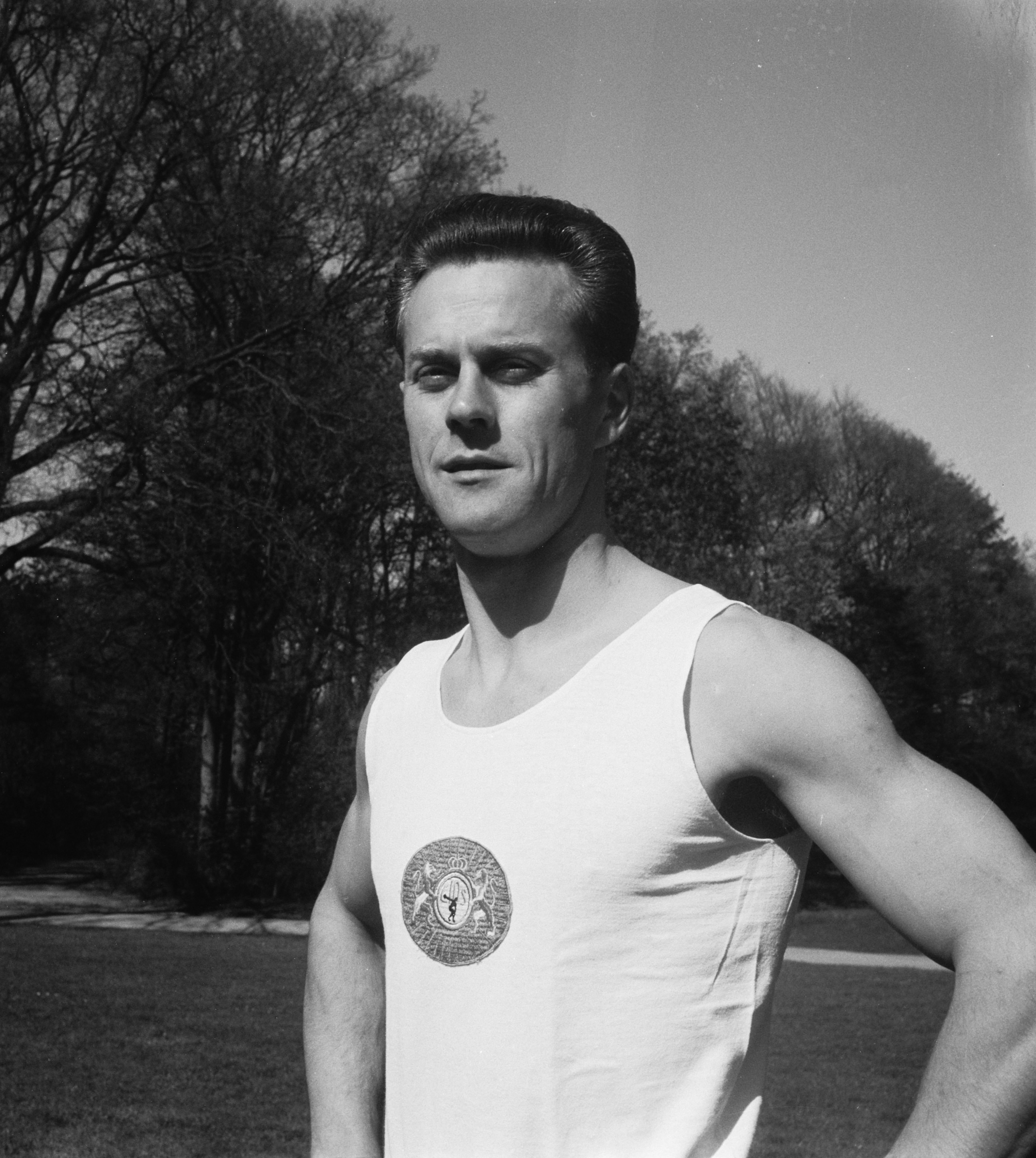
Klaas Boot jr.
overleden in 2003

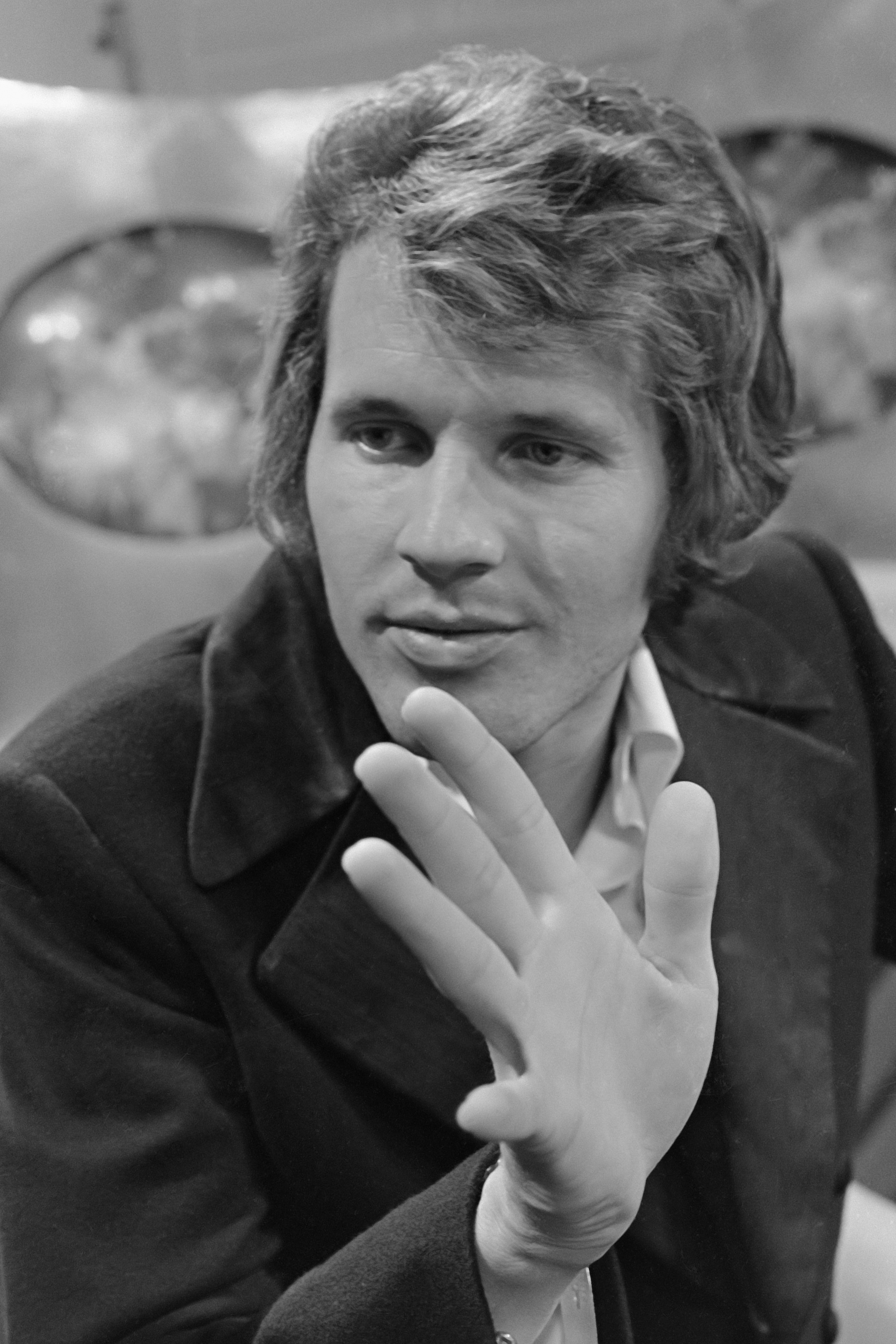
John Walker
overleden in 2011

- 685 - Marwan I (62), Arabisch kalief
- 973 - Otto I de Grote (60), Duits keizer
- 1060 - Gisela van Beieren (±75), Koningin-gemalin van Hongarije
- 1539 - Goeroe Nanak (69), eerste goeroe van het sikhisme
- 1682 - Fjodor III (20), Russisch tsaar
- 1718 - Maria d'Este (59), gemalin van koning Jacobus II van Engeland
- 1825 - Antonio Salieri (74), Italiaans componist en dirigent
- 1836 - Norbert Burgmüller (26), Duits componist
- 1840 - Caspar David Friedrich (65), Duits schilder en tekenaar
- 1849 - Gutle Rothschild, matriarch van het huis Rothschild
- 1873 - Salmon Chase (65), Amerikaans jurist en politicus
- 1879 - Charles De Coster (51), Belgisch Franstalig schrijver
- 1904 - Peter Hille (49), Duits schrijver
- 1907 - Otto Pfänder (30), Duits autotechnicus
- 1857 - Max Wagenknecht (64), Duits componist
- 1925 - William Hesketh Lever (73), Engels industrieel en filantroop
- 1929 - Charles Cooley (64), Amerikaans socioloog
- 1932 - Paul Doumer (75), president van Frankrijk
- 1941 - James George Frazer (87), Schots antropoloog
- 1943 - Frank Greer, (64), Amerikaans roeier
- 1946 - Anton Mussert (51), Nederlands collaborateur
- 1951 - Bertus Brouwer (51), Nederlands atleet
- 1956 - Josef Hoffmann (85), Oostenrijks architect en ontwerper
- 1957 - Wilhelm Filchner (79), Duits verkenner
- 1964 - Lou Dijkstra (54), Nederlands schaatser
- 1968 - Luis Brunetto (66), Argentijns atleet
- 1974 - Gustaf Dyrsch (83), Zweeds ruiter
- 1974 - Hans Van Werveke (76), Belgisch historicus
- 1974 - Floor Wibaut jr. (86), Nederlands politicus
- 1986 - Juan Nakpil (86), Filipijns architect
- 1988 - Elly Strassburger (78), Nederlands circusdirecteur
- 1989 - Guy Williams (65), Amerikaans acteur
- 1993 - Duane Carter (80), Amerikaans autocoureur
- 1993 - Hap Sharp (65), Amerikaans autocoureur
- 1996 - José Lázaro Robles (Pinga) (72), Braziliaans voetballer
- 1997 - George Lynch (78), Amerikaans autocoureur
- 1998 - Allan McLeod Cormack (74), Amerikaans natuurkundige en Nobelprijswinnaar
- 1998 - Eddie Rabbitt (56), Amerikaans zanger
- 2000 - Douglas Fairbanks jr. (90), Amerikaans acteur
- 2001 - Joseph Greenberg (85), Amerikaans taalkundige
- 2001 - Laïty Kama (61), Senegalees jurist
- 2001 - Joop van Kralingen (84), Nederlands kunstenaar
- 2001 - John Woodhouse (75), Nederlands muzikant
- 2003 - Klaas Boot jr. (78), Nederlands turner
- 2005 - Otilino Tenorio (25), Ecuadoraans voetballer
- 2006 - Steve Bender (59), Duits artiest (Dschinghis Khan)
- 2007 - Raffi Lavie (70), Israëlisch kunstschilder, kunstleraar, muziek- en kunstcriticus
- 2007 - Redza Piyadasa (67), Maleisisch kunstenaar en kunstcriticus
- 2007 - Nicholas Worth (68), Amerikaans acteur
- 2008 - Thijs Wöltgens (64), Nederlands politicus en bestuurder
- 2009 - Tony Marsh (77), Brits autocoureur
- 2009 - Rutger Röell (80), Nederlands roeicoach
- 2010 - Guillermo Meza (21), Mexicaans voetballer
- 2011 - Severiano Ballesteros (54), Spaans golfkampioen
- 2011 - Willard Boyle (86), Canadees natuurkundige en Nobelprijswinnaar
- 2011 - Gunter Sachs (78), Duits zakenman, fotograaf en playboy
- 2011 - John Walker (67), Amerikaans zanger
- 2012 - Adhémar d'Alcantara (91), Belgisch politicus
- 2012 - Jules Bocandé (53), Senegalees voetballer
- 2012 - Jac Linders (79), Nederlands kinderboekenschrijver
- 2012 - Renze de Vries (81), Nederlands sportbestuurder
- 2013 - Ray Harryhausen (92), Amerikaans filmregisseur, filmproducent en animator
- 2013 - Agnies Pauw van Wieldrecht (85), Nederlands publiciste en adellijke chroniqueur
- 2013 - Jan Villerius (74), Nederlands voetballer
- 2015 - Aimé Wille (106), Belgisch oudste man
- 2016 - Bernardo Ribeiro (26), Braziliaans voetballer
- 2016 - George Ross (73), Schots voetballer
- 2017 - Jesús Galdeano (84), Spaans wielrenner
- 2017 - Omer Gielliet (91), Nederlands priester en beeldend kunstenaar
- 2017 - Hugh Thomas (85), Brits historicus
- 2019 - Jean Vanier (90), Canadees filosoof en activist
- 2020 - Emile Wijntuin (95), Surinaams politicus
- 2022 - Joeri Averbach (100), Russisch schaker
- 2023 - Grace Bumbry (86), Amerikaans operazangeres
- 2023 - Hassan Idrissi (46), Belgisch politicus
- 2023 - Wim Kayzer (76), Nederlands journalist, programmamaker en schrijver
- 2023 - Seán Keane (76), Iers violist
- 2024 - Steve Albini (61), Amerikaans muzikant en producer
- 2024 - Leo Kogeldans (93), Surinaams-Nederlands voetballer
- 2024 - Phil Wiggins (69), Amerikaans mondharmonicaspeler
- 2025 - Joe Don Baker (89), Amerikaans acteur
- 2025 - Joop van Daele (77), Nederlands voetballer
- 2025 - Cleopa Msuya (94), Tanzaniaans politicus

## Viering/herdenking
- Rooms-katholieke kalender:
  - Heilige Domitiaan van Hoei († c. 560) - Gedachtenis (in bisdom Breda en bisdom Roermond)
  - Heilige Flavia Domitilla (van Terracina) († 2e eeuw)
  - Heilige Augustinus Roscelli († 1902)
  - Heilige Jan van Beverley († 721)
  - Zalige Gisela (van Passau) († c. 1060)

## Weerextremen

### Nederland
| | Officiële records | Officiële records | Officiële records |      | Landelijke records  | Landelijke records | Landelijke records                                                                         |
| Gebeurtenis | Jaar              | Extreem           | Locatie           | Jaar | Extreem             | Locatie            |                                                                                            |
| --- | ----------------- | ----------------- | ----------------- | ---- | ------------------- | ------------------ | ------------------------------------------------------------------------------------------ |
| Laagste etmaalgemiddelde temperatuur (°C) | 1957              | 3,7               | De Bilt           |      | 1957                | 2,7                | Maastricht                                                                                 |
| Hoogste etmaalgemiddelde temperatuur (°C) | 1976              | 20,9              | De Bilt           |      | 1976                | 22,1               | Eindhoven                                                                                  |
| Laagste minimumtemperatuur (°C) | 1932              | −1,9              | De Bilt           |      | 1979                | −2,5               | Twenthe                                                                                    |
| Hoogste minimumtemperatuur (°C) | 2000              | 13,4              | De Bilt           |      | 2011                | 15,2               | Maastricht                                                                                 |
| Laagste maximumtemperatuur (°C) | 1957              | 8,8               | De Bilt           |      | 1957                | 6,4                | Maastricht                                                                                 |
| Hoogste maximumtemperatuur (°C) | 1976              | 29,2              | De Bilt           |      | 1976                | 30,2               | Gilze-Rijen                                                                                |
| Hoogste uurgemiddelde windsnelheid (m/s) | 1955              | 13,9              | De Bilt           |      | 1955                | 21,6               | Eindhoven                                                                                  |
| Hoogste windstoot (m/s) | 1955              | 23,7              | De Bilt           |      | 2007                | 25,0               | Cadzand                                                                                    |
| Langste zonneschijnduur (uur) | 1996              | 14,3              | De Bilt           |      | 1996 2001 2008 2016 | 14,5               | Hoorn Terschelling, Nieuw Beerta Hoorn Terschelling, Stavoren Leeuwarden Berkhout, De Kooy |
| Langste neerslagduur (uur) | 2007              | 14,2              | De Bilt           |      | 2004                | 19,9               | Hupsel                                                                                     |
| Hoogste etmaalsom van de neerslag (mm) | 1931              | 55,2              | De Bilt           |      | 1931                | 55,2               | De Bilt                                                                                    |
| Laagste etmaalgemiddelde relatieve vochtigheid (%) | 1909              | 35                | De Bilt           |      | 1909                | 35                 | De Bilt                                                                                    |
| Laagste uurwaarde luchtdruk op zeeniveau (hPa) | 2004              | 991,7             | De Bilt           |      | 2004                | 991,4              | Hoogeveen                                                                                  |
| Hoogste uurwaarde luchtdruk op zeeniveau (hPa) | 1922              | 1035,5            | De Bilt           |      | 1922                | 1036,4             | Maastricht                                                                                 |
| Officiële records worden altijd gemeten op het KNMI-weerstation in De Bilt. Landelijke records kunnen worden gemeten op elk officieel KNMI-weerstation in Nederland. |                   |                   |                   |      |                     |                    |                                                                                            |

Uitzonderlijke gebeurtenissen
- 1909 - Officieel maandrecord laagste etmaalgemiddelde relatieve vochtigheid in % van mei gemeten in De Bilt: 35. Samen met 5 mei 1928
- 1931 - Officieel maandrecord hoogste etmaalsom van de neerslag in mm van mei gemeten in De Bilt: 55,2
- 1947 - Eerste officiële warme dag van het jaar (maximumtemperatuur ≥ 20 °C in De Bilt)
- 2008 - Eerste officiële zomerse dag van het jaar (maximumtemperatuur ≥ 25 °C in De Bilt)
- 2016 - Eerste officiële zomerse dag van het jaar (maximumtemperatuur ≥ 25 °C in De Bilt)
- 2021 - In delen van de provincies Noord-Brabant[9] en Limburg[10] valt natte sneeuw.
- 2023 - Officieel hoogste etmaalsom van de neerslag in mm van mei dit jaar gemeten in De Bilt: 16,6

### België
Dagrecords
- 1879 - Laagste etmaalgemiddelde temperatuur 3,8 °C
- 1976 - Hoogste etmaalgemiddelde temperatuur 21,9 °C
- 1892 en 1957 - Laagste minimumtemperatuur −0,9 °C
- 1976 - Hoogste maximumtemperatuur 27,8 °C
- 1905 - Hoogste etmaalsom van de neerslag 21,9 mm

Uitzonderlijke gebeurtenissen
- 1902 - Nog restjes sneeuw in Ukkel: een record voor deze tijd van het jaar.
- 1915 - 98 mm neerslag in 1h30m in Forges (Chimaye).
- 1988 - Op verschillende plaatsen valt er, vermengd met de regen, zand uit de Sahara op Belgische bodem.

<< · 1 · 2 · 3 · 4 · 5 · 6 · 7 · 8 · 9 · 10 · 11 · 12 · 13 · 14 · 15 · 16 · 17 · 18 · 19 · 20 · 21 · 22 · 23 · 24 · 25 · 26 · 27 · 28 · 29 · 30 · 31 · >>